# Daodejing

Dàodéjīng (道德經) – kl. Siegelschrift

Das Daodejing oder Daudedsching (auch: Tao-Te-King, chinesisch 道德經 / 道德经, Pinyin Dàodéjīngⓘ, IPA (hochchinesisch) [tâʊ tɤ̌ tɕíŋ], W.-G. Tao4 Te2 Ching1, Jyutping Dou6dak1ging1) ist eine Sammlung von Spruchkapiteln, die der chinesischen Legende nach von einem Weisen namens Laozi stammt, der nach Niederschrift des Daodejing in westlicher Richtung verschwunden sei. Er hinterließ die Gründungsschrift des Daoismus mit einer umfassenden Weltsicht, die durch praktisch anwendbare Weisheit geprägt ist. Obwohl der Daoismus verschiedene Strömungen umfasst, die sich von den Aussagen des Daodejing erheblich unterscheiden können, wird dieses Werk von den Anhängern aller daoistischen Schulen als kanonischer, maßgebender Text angesehen. Es beinhaltet eine humanistische Staatslehre, die die Befreiung von Gewalt und Armut und die dauerhafte Etablierung eines harmonischen Zusammenlebens und letztlich den Weltfrieden zum Ziele hat. Seine Entstehungsgeschichte ist ungewiss – der größte Teil des Textes entstand vermutlich im 4. Jahrhundert v. Chr. – und Gegenstand sinologischer Forschung.
Vereinfacht formuliert bedeutet Dao (道) Weg, Fluss, Prinzip und Sinn (der höchsten Wirklichkeit), und De (德) Verwirklichung, Tugend (im Erkennen und Folgen des Dao), Integrität und innere Stärke (des ursprünglichen Charakters). Jing (經 / 经) bezeichnet ein kanonisches Werk, einen Leitfaden oder eine klassische Textsammlung. Die beiden namengebenden Bezeichnungen stehen für etwas nicht letztgültig Bestimmbares, auf dessen eigentliche Bedeutung das Werk hindeuten möchte. Aus diesem Grund werden sie oft unübersetzt belassen.

## Das Buch

### Schreibweisen
In der chinesischen Schrift existieren neben verschiedenen Rechtschreib- auch verschiedene Schriftsysteme. Außer diversen Schriftarten unterscheidet man heute allgemein schon im Kaiserreich benutzte Langzeichen, die nur noch in Hongkong, Macau und Taiwan amtlich sind, und in der Volksrepublik geschaffene Kurzzeichen, welche in Festlandchina, Singapur und Malaysia als offizieller Standard gelten. In älteren historischen Quellen wird das Daodejing in Langzeichen wiedergegeben, neuere Quellen geben es auch in Kurzzeichen wieder. Auch für die Umschrift der Zeichen in das lateinische Alphabet gibt es verschiedene Systeme; das für Hochchinesisch am weitaus häufigsten benutzte und inzwischen in allen Staaten mit chinesischer Amtssprache offizielle ist das Hanyu-Pinyin-System (meist kurz: Pinyin).
| Zeichen | Zeichen | Couvreur   | Lessing-Othmer | Pinyin | Schwarz | Stange     | Tongyong Pinyin | Unger | Wade-Giles | Wilhelm | Yale |
| ------- | ------- | ---------- | -------------- | ------ | ------- | ---------- | --------------- | ----- | ---------- | ------- | ---- |
| 道      | 道      | tao        | dau            | dào    | dau     | tao        | dào             | tao   | tao        | tao     | dau  |
| 德      | 德      | té         | de             | dé     | de      | tê         | dé              | têh   | tê         | te      | de   |
| 經      | 经      | king/tsing | djing          | jīng   | dsching | king/tsing | jing            | king  | ching      | king    | jing |

Quellen zur Tabelle: 
Anmerkung: „經 / 经“ auch möglich als Ging
Sprachhistoriker des Sinitischen sind sich erstaunlich einig, dass es in der altchinesischen Sprache noch gar keine Töne (d. h. Toneme), sondern nur segmentale Phoneme (Konsonanten und Vokale) gab. Nach der StarLing-Datenbank von Sergei und George Starostin wurde 道德經 im vorklassischen Altchinesischen „lhūʔ tǝ̄k kēŋ“ ausgesprochen und im klassischen Altchinesischen „lhū́ tǝ̄k kēŋ“.

### Urheberschaft
Lǎozǐ ist ein Ehrentitel und heißt sinngemäß der alte Meister und bezeichnet den vermeintlichen Autor des Daodejing, gelegentlich aber auch das Buch selbst. Außer dem Werk selbst liegen uns über die als Autor vorgestellte Person nur eine kurze Legende und einige Erwähnungen späterer Geschichtsschreiber (Sima Qian) sowie mehrere fiktive Gespräche (geschrieben von Schülern des Konfuzius und des Zhuangzi) vor. Dass es den „Beamten“ Li Er, Gelehrtenname Bo Yang (Graf Sonne), später Lao Dan (alter Lehrer), der mit dem Ehrennamen Laozi bezeichnet worden sei, wirklich gegeben hat, wird heute daher stark angezweifelt. „Und doch spricht uns aus den vorliegenden Aphorismen eine originale und unnachahmliche Persönlichkeit an, unseres Erachtens der beste Beweis für ihre Geschichtlichkeit.“ (R. Wilhelm) Allerdings kann der Text sicherlich nicht aus einer Feder und auch nicht aus der Lebenszeit eines einzelnen Menschen stammen, da die einzelnen Kapitel des Daodejing erhebliche Unterschiede im Sprachstil aufweisen. Da die chinesische Sprache allgemein nicht zwischen Singular und Plural unterscheidet, könnten mit der Bezeichnung Laozi auch einfach die alten Meister gemeint sein.
Der chinesischen Tradition zufolge soll Laozi zur Zeit der Frühlings- und Herbstannalen im 6. Jahrhundert v. Chr. gelebt haben. Die Zeit war von Unruhen und Kriegen geprägt und eine Blütezeit der chinesischen Philosophie, da viele Gelehrte sich Gedanken machten, wie wieder Frieden und Stabilität erreicht werden könnten.
Der Legende nach war Laozi ein kaiserlicher Archivar und Bibliothekar. Es wird etwa von Zhuangzi erzählt, dass Konfuzius ihn aufsuchte, um von ihm zu lernen. Um den Wirren der Zeit zu entfliehen, soll Laozi sich in die Einsamkeit der Berge zurückgezogen haben. Der Grenzwächter des Bergpasses soll ihn jedoch aufgefordert haben, der Welt seine Weisheit nicht vorzuenthalten, woraufhin Laozi das Daodejing schrieb und dem Grenzwächter überreichte. Diese Geschichte wird heute ebenso wie die anderen Teile der Biographie des „alten Meisters“ von den meisten als Legende betrachtet.

### Textgestalt

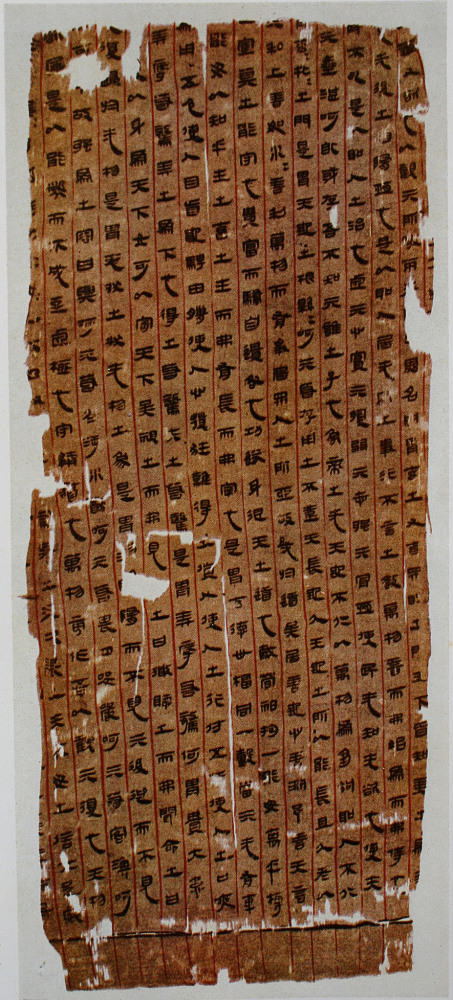
Daodejing (道德經) – Mawangdui-Seidenbuch „Fassung B“ (馬王堆帛書乙本)

#### Entstehungszeit
Da die Autorschaft unklar ist, gehen die Meinungen der Forschung über die genaue Entstehungszeit des Daodejing sehr auseinander: Die Schätzungen reichten von 800 bis 200 vor unserer Zeitrechnung; nach heutigen Erkenntnissen (linguistisch, Zitierbelege etc.) ist der Text vermutlich um 400 v. Chr. entstanden. Zwar finden sich Zitate aus dem Daodejing in vielen anderen Überlieferungen dieses Zeitraums, es lässt sich aber nicht mit Sicherheit klären, wer wen zitiert hat. Das Daodejing enthält eine Handvoll expliziter Zitate, jedoch nicht die Namen der Urheber und auch keinerlei historische Bezüge. Allerdings erscheint die Zeitbestimmung des Textes wenig bedeutsam für die „zeitlose“ Lehre darin.

#### Form
Den Titel Daodejing bekam das Werk erst durch den Han-Kaiser Jing (157–141 v. Chr.). Die heutige Einteilung in 81 Abschnitte erhielt der Text erst im 3. Jahrhundert. Man vermutet, dass der Text die schriftliche Fassung einer älteren mündlichen Überlieferung ist und weitere Überlieferungen aufgegriffen und integriert hat.
Die überlieferte Form des Textes ist nicht die einzige, die je existierte. In einem Grab in Mawangdui wurden 1973 zwei parallele Textfassungen (ca. 206 v. Chr. und 179 v. Chr.) gefunden, die inhaltlich erstaunlich wenig, zumeist nur grammatikalisch, vom tradierten Text abweichen. Die Fassung A (甲本) ist in einer Schriftform zwischen der Siegelschrift und Kanzleischrift verfasst, während die Fassung B (乙本) in reiner Kanzleischrift niedergeschrieben wurde. Ähnliches gilt für den erst Anfang der 1990er Jahre entdeckten, sogenannten Guodian-Text (ca. 300–280 v. Chr.), der etwa ein Drittel des Textes (32 Kapitel ganz oder teilweise) auf ca. 100 Jahre an das Original heranführt. Beide Funde wurden im Westen primär von dem amerikanischen Sinologen Robert G. Henricks zeichenweise analysiert und mit dem tradierten Text vergleichend dargeboten. Eine in deutscher Sprache verfasste Arbeit gleichen Typs wurde von Ansgar Gerstner erstellt.

#### Merkmale
Das Daodejing beinhaltet zunächst eine Kosmologie, zugleich eine Art Leitfaden zur individuellen Persönlichkeitsentwicklung sowie auch einen politischen Leitfaden zur Haltung des Herrschers und der Entwicklung des Staates. Der erste Teil (Kap. 1–37) wird gemäß seiner Ausrichtung als Daojing, der zweite (Kap. 38–81) als Dejing bezeichnet (diese Reihenfolge ist in der Mawangdui-Fassung umgekehrt). Stil und Wortschatz sind typisch für das klassische Chinesisch. Die aufgrund der linguistischen Struktur des klassischen Chinesisch bereits vorhandene Informationsdichte wird durch die Form des Textes als ursprünglich zu ca. 80 % gereimtes Gedicht noch verstärkt. Die Interpretation des Textes erweist sich als extrem kontextabhängig. Einige auf den ersten Blick rätselhafte Textstellen sind schwer verständlich und bis heute Gegenstand wissenschaftlicher Ergründungen.

### Übersetzungen
„Man schaut danach und sieht es nicht,.

 sein Name ist: Ji (gleich) [夷, yí].

 Man horcht danach und hört es nicht,

 sein Name ist: Hi (wenig) [希, xī].

 Man faßt danach und greift es nicht,

 sein Name ist: Weh (fein) [微, wēi].

 Diese Drei können nicht ausgeforscht werden,

 darum werden sie verbunden und sind Eins.“

Das Daodejing gilt als der meistübersetzte Text nach der Bibel – es gibt ca. 300 englische, über 100 deutsche und mindestens 300 weitere Übersetzungen (davon ca. 70 auf Spanisch, 60 auf Französisch, je 50 auf Italienisch und Niederländisch), mit einer immer noch rasch steigenden Anzahl sowohl guter wissenschaftlicher Arbeiten, als auch rein interpretierender Fassungen durch Amateure.
Die älteste bekannte Übertragung des Daodejing in eine westliche Sprache wurde um 1720 ins Lateinische vorgenommen – es ist ein Manuskript, welches dem belgischen Jesuiten Jean-François Noëlas (1669–1740) zugeschrieben wird. Für das Verständnis grundlegende vollständige Übersetzungen wurden seit dem 19. Jahrhundert veröffentlicht, dazu zählten die ins Französische von Stanislas Julien (1842), ins Deutsche von Victor von Strauss (von Strauß und Torney) (1870) und ins Englische von James Legge (1861 und 1891), an der 1894/95 entstandenen ins Russische von Daniil Petrowitsch Konissi war Lew Tolstoi beteiligt. Die ersten dieser Arbeiten wurden überwiegend von christlichen Missionaren, Theologen und Theosophen erstellt, was sich oft in der Wortwahl und Textdeutung niederschlug.
Mit (je nach Fassung) rund oder über 5000 Zeichen insgesamt bzw. nur ca. 800 verschiedenen chinesischer Schriftzeichen ist das Werk von lapidarer, oft aphoristisch wirkender Kürze. Der Umgang mit Übertragungen dieses Textes ist problematisch: Schon im Chinesischen bereiten Überlieferungsschäden und die inhaltliche Vieldeutigkeit der Schriftzeichen den Interpreten Schwierigkeiten, weshalb mehrere hundert Kommentare zum Text entstanden. Durch die Übersetzung in eine andere Sprache verliert die Schrift nochmals an Klarheit und schließlich lässt es sich kaum vermeiden, dass der Übersetzer in dem Bestreben, einen lesbaren Text zu liefern, mit seiner Arbeit zugleich nur eine von mehreren möglichen Interpretationen vorlegt, oder aber in dem Bestreben, unterschiedliche Deutungsansätze in einen Ausdruck zu fassen, dann kaum mehr flüssig lesbare Wortschöpfungen entstehen.
Erfahrene Sinologen wie Ernst Schwarz betonen dabei, dass sich „die klassische chinesische Sprache von der Umgangssprache schon sehr früh loslöste und sich auch wesentlich von ihr unterscheidet […]. Kenntnis des modernen Chinesisch – und das gilt auch für Chinesen – verleiht keineswegs zugleich die Fähigkeit, alte Texte zu begreifen. Dafür ist ein sehr mühsames Spezialstudium erforderlich.“ Zusätzlich wurde die im Daodejing verwendete Terminologie in den folgenden Jahrhunderten von legalistischen Denkern, Konfuzianern und insbesondere chinesischen Buddhisten neu interpretiert und ausgearbeitet.
Hinzu kommt: „Der Erhaltungszustand des Werkes ist kein guter. Zum Teil ist er desolat. Oft genug muß der Philologe zwischen mehreren gleichberechtigten Lesarten wählen; oft genug muß er sich einer Kommentatoren-Auslegung anvertrauen. Mißdeutungen älterer Schriftzeichen, Auslassungen, irrtümliche Aufnahme von Glossen in den Text […] und andere Fehler verunklären das Werk. So mancher geheimnisvolle Satz beruht auf der Nachlässigkeit abschreibender Generationen. Begünstigend wirkt hier der Umstand, daß ein chinesisches Literaturwerk ›behalten‹ werden kann, ohne letztlich verstanden zu sein. Die mangelnde Scheidungsmöglichkeit der Sprache zwischen Hauptwort und Tätigkeitswort, Hauptsatz und Nebensatz, Aussage und Hypothese, Einzahl und Mehrzahl, zwischen dem Handelnden und der Handlung; die mangelnde Kennzeichnung der Zeitstufen und Aspekte, der persönlichen Fürwörter, der direkten Rede bzw. der Zitate, das Fehlen der Satzzeichen überhaupt – all dies erschwert das Verständnis chinesischer Schriften und im besonderen des Tao-Tê-King, das zwar nicht betont dunkel – auch dies eine Fabel –, aber betont kurz sein will. So differieren selbst die Übersetzungen der Fachleute zum Teil erheblich, von jenen wohlmeinenden Nachschöpfungen ganz abgesehen, die, ohne Sprachkenntnis geschaffen, dem Gedankengut des ›Übersetzers‹ nur allzu weiten Spielraum lassen.“ (Günther Debon)
Am Beispiel des Textauszuges von Kapitel 14: Bereits Victor von Strauß lehnte – gut begründet – simple Übertragungen der hier im Kontext seltsam verwendeten Zeichen 夷 [yí], 希 [xī] und 微 [wēi] ab (wie etwa mit „unsichtbar, farblos“, „unhörbar, lautlos“, „unfassbar, gestaltlos“). Umgekehrt wird seine anschließende, damals durchaus anerkannte und diskutierte Ji-Hi-Weh = JHWH-Deutung (nach Abel-Rémusat, 1823) heute wissenschaftlich allgemein abgelehnt. Für Viktor Kalinke ergibt dieser Text „die Einleitung zu einer meditativen Übung“, für Erwin Rousselle „die Weisheit des Dau der Großen Göttin Mutter“.
In Kapitel 50 wiederum werden die Schriftzeichen 十有三 (shí yŏu sān) meist als „drei von zehn“ (prozentualer Anteil) verstanden, was der Lesart von Wang Bi entspricht. Sie können aber auch „dreizehn“ bedeuten und – wie bei Heshang Gong – klassisch begründet werden, also eine Art magische Zahl darstellen: nämlich als Anzahl der Körper-/Sinnesöffnungen und Gliedmaßen, mit denen ein Mensch aktiv am Leben teilnimmt / zum Tode kommt, so bei Han Fei, oder aber es sind die sieben Gefühlszustände (Freude, Ärger, Trauer, Angst, Liebe, Haß und Begehren) und sechs Bedürfnisse des Menschen (für die Augen, Ohren, Nase, Zunge, den Körper und den Geist) – oder die Summe der zehn Himmelsrichtungen und drei Zeitformen – oder die zwölf (Doppel-)Stunden des Tages sowie ihren Gesamtzyklus etc. Bei D. P. Konissi z. B. sind es symbolische dreizehn Entwicklungsstufen, womit er sich auf Bai Yuchan (白玉蟾, 1194–1229?) bezieht, für den es eine Ableitung aus dem Mondzyklus war (zwischen Neu- und Vollmond ist er je dreizehn Tage sichtbar zu- bzw. abnehmend), denn jedes Geschöpf entwickelt sich bis zu einer bestimmten Grenze, und wenn es die Fülle der Entwicklung erreicht, beginnt es zu schwächen und wird schließlich vernichtet.
Zu beachten bleibt auch bei historischen Erläuterungen der gesellschaftliche und weltanschauliche Hintergrund: Der erste Kommentator z. B., der Prinz und Jurist Han Fei, war ein überzeugter Legalist; der Herausgeber der heute meistbenutzten Textfassung und zugleich wichtige Kommentator Wang Bi verstand sich als konfuzianischen Beamten und lebte erst mehrere Jahrhunderte nach Erstellung des Daodejing. Beide wollten als Staatsdiener das errichtete soziale und politische System festigen bzw. regenerieren – womit der „rechte Weg“ und die „Tugend“ leicht zur Bestimmung von „Recht“ oder „Unrecht“ werden kann. Eine praktische Umsetzung bestimmter, zweckdienlich gedeuteter Passagen im Sinne eines diktatorischen Herrschaftssystems fand nicht nur unter Qin Shi Huangdi, sondern auch unter Mao Zedong statt. Zu den alten esoterisch ausgerichteten Kommentaren gehört das im Himmelsmeister-Daoismus elementare, wahrscheinlich von Zhang Lu verfasste Xiang'er (想爾 / 想尔); Zhang Lu war ein Enkel von Zhang Daoling, dem im Jahr 142 Laozi (als Gottheit Taishang Laojun, 太上老君) erschienen sein soll und der ihm Anweisungen zur Gründung dieser Bewegung gab. Als Leitfaden u. a. zur Meditation bzw. zum Qigong wurde der ca. im 2. Jahrhundert n. Chr. entstandene, Heshang Gong (河上公) zugeschriebene Laozi zhangju (老子章句) betrachtet; in diesem bis heute einflussreichen Text finden sich Theorien von Yin und Yang, den fünf Elementen und zum Qi, einem „Uratem“ (Pneuma) des Universums. Weitere Beispiele divergierender Lesarten und Auslegungen, wobei hier Philologie und Philosophie (und bisweilen Politologie und Phantasie) dicht beieinander liegen, ließen sich anführen.
„Die Ambivalenz ist seit Wang Bi bekannt. Daher gibt es so viele Kommentare und so viele Übersetzungen. Jeder hofft, etwas klarer machen zu können, was sich letzten Endes gar nicht endgültig erklären lässt. Mit der Offenheit des Textes mag jedoch kaum jemand leben.“ (Wolfgang Kubin)
Generell können daher Angaben zur Vorgehensweise, Erläuterungen zu den Quellen sowie die Abwägung neuer Erkenntnisse ein wichtiger Anhaltspunkt für Leser und westliche Daoisten sein.

## Der Inhalt

### Dao und De
Der heutige Titel des Werks – „Das Buch vom Dao und vom De“ – verweist auf die beiden zentralen Begriffe der Weltanschauung Laozis. Es gibt verschiedene Übersetzungen dieser beiden Worte; relativ verbreitet (zum Beispiel bei Debon) sind „Weg“ und „Tugend“, die schon im 19. Jahrhundert Verwendung fanden. Richard Wilhelm hielt das moralisierende „Tugend“ für unpassend und versuchte eine Dao- und De-Umschreibung mit den (in Großbuchstaben gefassten) Begriffen „SINN“ und „LEBEN“; ungeachtet seiner speziellen Anmerkungen brachte ihm dies einige Kritik ein. Die Bezeichnungen Dào und Dé werden in allen Richtungen chinesischer Philosophie verwendet, erhalten im Daodejing aber eine besondere Bedeutung, wo sie erstmals im Sinne einer höchsten oder tiefsten Wirklichkeit und eines umfassenden Prinzips gebraucht wurden. Das Daodejing nähert sich dem Dao nicht definitorisch, sondern grenzt es durch Verneinungen ein: Wenn es schon nicht möglich ist, positiv anzugeben, was es ist, so kann man doch aussagen, was es nicht ist. Als Ursprung, durch Wandel gestaltende Urkraft und immanenter Zusammenhang allen Seins durchzieht das Dao alle Erscheinungen der Welt, es durchdringt als sich durch die tiefe Einsicht in die Erscheinungen erschließendes Prinzip alles, was es gibt und was geschieht. Dadurch, dass es anders als partielle Gedanken und Vorstellungen allem Sein zugrunde liegt, ist es immerwährend. Dies veranschaulicht das Daodejing anhand von Gleichnissen.(1, 4, 8, 9, 14, 15, 16, 18, 21, 23, 25, 32, 34, 41, 53, 77)

„In des Menschen Tiefe ruht die Möglichkeit eines Mitwissens mit dem Ursprung. Ist die Tiefe verschüttet, gehen die Wogen des Daseins darüber hin, als wenn sie gar nicht wäre.“

Auf die wesentlichen Aussagen in diesem weit verbreiteten Werk gibt es bereits unzählige weitere Reflexionen aus den Bereichen der Sozial- und Natur-Wissenschaften in der westlichen Welt. Der Mensch vermag sich mit dem Dao in der Stille und Selbstbesinnung zu verbinden. Dann offenbaren sich ihm alle Erscheinungen in ihrem wahren, unverfälschten Wesen.
Der Ursprung des Lebens wird bei Laozi als weiblich oder mütterlich umschrieben. Der Religionswissenschaftler Friedrich Heiler vermutet, dass Laozi aus einem mutterrechtlichen Kulturgebiet stammte.
Indem ein Mensch sein Leben nach dem Dao ausrichtet, erhält er sein De. Das De geht in der Sprache des klassischen Chinesisch ursprünglich wahrscheinlich auf Vorstellungen einer Kraft zurück, wie sie im China der Shang-Dynastie mit der Gestalt der Schamanen assoziiert war, die eine magische Kraft besaßen, die mit der Vorstellung des Qi (氣 qì, ch’i) verbunden ist. Der erste Teil des Schriftzeichens 德 dé, 彳 chì mit der ursprünglichen Bedeutung „Wegkreuzung“, deutet darauf hin, dass es sich auf die Art und Weise bezieht, wie man auf Menschen und Dinge zugeht, welchen „Weg“ man nimmt. 直 zhí bedeutet „auf geradem Wege“; es kommen auch die Augen in diesem Zeichen vor, sich also nach dem richtigen Weg zu orientieren. Das ausführende Organ ist das Herz 心 xīn, was alle Funktionen der Geist-Seele (Verstand, Bewusstsein, Wahrnehmung, Empfindung) umfasst. Das alte Wörterbuch Shuowen Jiezi erklärt die Bedeutung so: „Im Äußeren den (anderen) Menschen erreichen, im Inneren das eigene Selbst erreichen“. Gemeint ist also der angemessene, aufrichtige, gerade, direkte Weg, zum eigenen Herzen und dem anderer, die Fähigkeit, sich selbst und anderen begegnen zu können und eine echte Berührung zu ermöglichen.

### Der Weise
Ein Gutteil des Daodejing befasst sich mit der Figur des Weisen, Heiligen (Shengren, 聖人,  shèngrén) oder Berufenen, der die Berücksichtigung des Dao in seinem Wirken zur Meisterschaft gebracht hat. Zahlreiche Kapitel enden damit, welche Lehren er aus den gemachten Beobachtungen ziehe.(2, 7, 22, 49, 58, 64) Natürlich möge sich gerade ein Regierungsoberhaupt an diesem Vorbild orientieren, da seine Entscheidungen die Geschicke Vieler beeinflussen.
Besonderes Augenmerk gilt dabei dem Zurückstellen seines Selbst bis hin zur Selbstentäußerung. Gerade, dass er nichts Eigenes wolle, bedinge die Vollendung seines Eigenen.(7) Er beanspruche seine Erzeugnisse und Werke nicht für sich. Vielmehr ziehe er sich anschließend zurück (weshalb er nicht verlassen bleibe).(2) Eben das Nicht-Verharren bei dem vollbrachten Werk sei das Dao des Himmels, womit die positive Wirksamkeit dieser Vorgehensweise noch unterstrichen ist.(9) Diese stelle sich ganz von selbst ein, ohne Streiten, ohne Reden, ohne Winken.(73) Der Weise verweile im Wirken ohne Handeln (Wu Wei). Dessen Wert liege in der Belehrung ohne Worte, die besonders schwer zu erreichen sei.(43) Sie wird nicht weiter erläutert, man muss also seine eigene Vorstellungskraft benutzen, um diesen Ausdruck mit Bedeutung zu versehen.

### Wu Wei
| Zeichen | Zeichen | Zeichen | Pinyin | Jyutping | Bedeutung            |
| ------- | ------- | ------- | ------ | -------- | -------------------- |
| 無      | 無      | 无      | wú     | mou4     | ohne, nicht, kein    |
| 爲      | 為      | 为      | wéi    | wai4     | (zu)tun, (zu)handeln |

Quelle: Siehe Unten
Eine Grundlage, die sich aus der Kenntnis um das Dao ergibt, ist das Nicht-Handeln (Wu Wei). Dieses Nicht-Eingreifen in allen Lebensbereichen erscheint dem westlichen Leser zunächst utopisch und weltfremd. Es beruht auf der Einsicht, dass das Dao, welches aller Dinge Ursprung und Ziel ist, von selbst zum Ausgleich aller Kräfte und damit zur optimalen Lösung drängt. Tun ist für Laozi ein (absichtliches) Abweichen vom natürlichen Gleichgewicht durch menschliche Maßlosigkeit. Jede Abweichung hat darum eine (absichtslose) Gegenbewegung zur Folge, die das gestörte Gleichgewicht wiederherzustellen sucht.

„Die eigentliche Unabsichtlichkeit, die in ihrer Einfachheit das Rätsel ist, ist vielleicht niemals im Philosophieren so entschieden zur Grundlage aller Wahrheit des Handelns gemacht worden wie von Laotse.“

Wessen Regierung still und unaufdringlich ist, dessen Volk ist aufrichtig und ehrlich. Wessen Regierung scharfsinnig und stramm ist, dessen Volk ist hinterlistig und unzuverlässig. Das Unglück ist’s, worauf das Glück beruht, das Glück ist es, worauf das Unglück lauert. Wer erkennt aber, dass es das Höchste ist, wenn nicht geordnet wird? Denn sonst verkehrt die Ordnung sich in Wunderlichkeiten, und das Gute verkehrt sich in Aberglaube. Und die Tage der Verblendung des Volkes dauern wahrlich lange.(58)
Indem der Mensch tut, was spontan den natürlichen Gegebenheiten entspricht, greift er nicht in das Wirken des Dao ein und wählt damit den segensreichen Weg. Ein Mensch, so Laozi, der von gewolltem Tun ablässt, wird nachgiebig und weich. Er stellt sich an die unterste Stelle und erlangt dadurch den ersten Platz. Weil er weich und biegsam ist wie ein junger Baum, überlebt er die Stürme der Zeit. Weil er nicht streitet, kann niemand mit ihm streiten.(66) Auf diesem Wege lebt ein Mensch in Übereinstimmung mit dem Ursprung des Lebens. Doch das Leben schließt auch den Tod in sich ein. Und doch heißt es bei Laozi, wer gut das Leben zu führen weiß habe keine sterbliche Stelle.(50)

### Des Wassers Güte
Das Daodejing erkennt im Wasser Eigenschaften des Dao wieder. Es gebe nichts Weicheres und Schwächeres als das Wasser. Doch dem Harten setze es unvergleichlich zu.(78) Das Weiche und Schwache siege über das Harte und Starke.(36) Ein neugeborenes Lebewesen sei weich und schwach, doch wenn es sterbe, sei es hart und stark.(76) Das Starke und Große sei unten. So auch das Wasser: Weil es sich gut unten halten könne, ergössen sich Bergbäche und Talwasser in Ströme und Meere. So verhalte sich auch das Dao zur Welt.(66, 32) Das Dao sei immer strömend,(4) ja überströmend,(34) und verleihe den stets aufstrebenden Wesen Harmonie.(42) Höchste Güte sei wie das Wasser: Es nütze allen Wesen ohne Streit.(8) Auch das Dao verweigere sich ihnen nicht;(34) auch der Weise nicht.(2)

### Moral ist Dürftigkeit
Ein Mensch des Dao lässt sowohl von persönlichen Wünschen und Begierden, als auch von gesellschaftlich anerkannten Zielen und Regeln ab. Insofern versucht er auch nicht mehr, moralisch gut zu sein. Moral ist bei Laozi bereits die Endstufe des Verfalls der Motive: Ist der SINN [Dao] verloren, dann das LEBEN [De]. … dann die Liebe. … die Gerechtigkeit. … die Sitte. Die Sitte ist Treu und Glaubens Dürftigkeit und der Verwirrung Anfang.(38) Erst wenn das Dao verloren sei, erfänden die Menschen Sitten und Gebote, was sie noch weiter vom natürlichen Tun entferne. Die Regierung soll dem nicht Vorschub leisten: Tut ab die Sittlichkeit, werft weg die Pflicht, so wird das Volk zurückkehren zu Kindespflicht und Liebe.(19)
Hiermit steht Laozi in starkem Gegensatz zu der einflussreichen Sittenlehre des Konfutse, der Sitte und Gesetz als Ausformungen der letzten Wahrheit hochhielt und pflegte. Desgleichen spricht Konfutse davon, bei der Regierungskunst seien zunächst die „Namen“ (Worte) richtigzustellen, von denen Laozi wiederum sagt, sie seien nicht zu entbehren, um zu überschauen alle Dinge,(21) aber sie träfen nicht deren ewiges Wesen.(1) Er empfiehlt den Verzicht: Macht selten die Worte, dann geht alles von selbst.(23) Der SINN als Ewiger ist namenlose Einfalt.(32) Aber viele Worte erschöpfen sich daran. Besser ist es, das Innere zu bewahren.(5)

### Menschenliebe
Das Daodejing fordert aber nicht nur das Nicht-Eingreifen, sondern auch das Eintreten für den Mitmenschen, die Güte und Nachsicht, ähnlich der christlichen Nächstenliebe und Feindesliebe. Dazu das Kapitel 49 (in der Übersetzung von Viktor Kalinke):
„Herz und Geist des Weisen sind nicht dauernd gleich
Herz und Geist des Volkes erhebt er zu seinem
Dem Guten begegne ich gut
dem Üblen ebenfalls gut
Wirkkraft / Tugend ist Güte

Dem Aufrichtigen begegne ich aufrichtig
dem Unaufrichtigen ebenfalls aufrichtig
Wirkkraft / Tugend ist Aufrichtigkeit

Regiert der Weise unterm Himmel:
zurückhaltend hält er zurück
greift ein, sich Herz und Geist nach
mit allen unterm Himmel zu einigen auf Einfaches
Im Volk strengen alle ihre Ohren und Augen an
Der Weise begegnet ihnen wie Kindern“

### Regierung
Beinahe die Hälfte der 81 Kapitel des Daodejing beziehen sich in irgendeiner Form explizit auf das Volk, die Folgen verschiedener Weisen des Regierens und das Verhältnis zum Militär. Es folgt daher eine Zusammenstellung von zentralen politischen Positionen, ohne die sie stützenden Argumente im Einzelnen zu erläutern, und Einsichten und Empfehlungen für den potenziellen Herrscher (oder die Herrscherin, König, Regierungschef …), der sich eben derartige Informationen von diesem Buch erhoffen mag.

#### Herrschaftsweisen
Tüchtige nicht bevorzugen, schwierig zu erhaltende Güter nicht wertschätzen, keine Begehrlichkeiten wecken, und das Volk streite (wetteifere), stehle und rebelliere nicht. Eine weise Regierung stärke Leib und Vitalität des Volkes, welches aber, ganz im Sinne des Wu Wei, ohne Kenntnis und ohne Wünsche bleibe, zur Schwächung des Willens und der Begierden.3 Das Daodejing lehnt Aufklärung und Klugheit ab. Durch Klugheit den Staat ordnen ist des Staates Raub.65 Die Handlungsweise der Obersten (太上 tàishàng) sei kaum bekannt. Vertrauen gegen Vertrauen. In äußerster Verschwiegenheit würden Werke vollbracht, und niemand sehe darin irgendeine Fremdeinwirkung.
Mindere Herrschaftsweisen riefen dagegen Nähe und Ruhm, Furcht oder gar Verachtung hervor.17 Und mit dem Niedergang der harmonischen Verhältnisse würden eigentlich selbstverständlich scheinende Dinge plötzlich wichtig, um damit der großen Falschheit, uneinigen Verwandten und rebellierendem Unwesen zu begegnen.18 Umgekehrt habe das Volk hundertfachen Nutzen bei Aufgabe aller Paradigmen, wie Weisheit, Klugheit, Wohlwollen, Rechtschaffenheit, Geschicklichkeit und Nutzen. Doch
bewirkt, etwas Verbindendes zu haben.
Seht die Einfachheit, umfasst die Schlichtheit (樸 pǔ)
des geringen Eigeninteresses, der wenigen Wünsche.19

#### Schlichtheit und dem Volk sich unterordnen
Je mehr Verbote, Werkzeuggebrauch, Kunstfertigkeiten, Richtlinien und Verordnungen, desto ärmer sei das Volk, und in Staat und Heimat wuchert das Unwesen. Die Stille lieben, nichts unternehmen, keine Wünsche haben, und das Volk entwickle sich von selbst, richte sich auf, werde reich und dennoch schlicht.57 Ganz unaufdringlich solle man regieren, nicht seine Ordnung aufzwingen, sonst verkehrten die Ordnung und das Gute sich in ihr Gegenteil, und die Tage der Menschen Verblendung werden erst recht fortgesetzt.58 Des Namenlosen Schlichtheit bewirke Wunschlosigkeit, und die Welt würde sich selbst beruhigen.37 Ein großer Staat sei äußerst behutsam zu leiten, wie man kleine Fische brät, um die Toten nicht zu beunruhigen und den Lebenden nicht zu schaden.60 Ein großer Staat, eine Regionalmacht, sollte sich unten halten, um die Menschen vereint großzuziehen.61
Der Weise ordne sich unter das Volk, und die Welt werde es nicht müde, ihn mit Freude zu unterstützen.66

#### Verteilungsfrage
Man bilde sich nur nichts ein: In prächtigen Palästen Kostbarkeiten im Überfluss horten, üppig leben und Waffen tragen, aber die Felder sind verwahrlost und die Getreidespeicher leer – das heißt Diebstahl (盜 dào), nicht Dao!53 Das Volk solle nicht in Armut und Enge leben müssen. Es wird eindringlich vor Rebellion gewarnt.72 Das Volk hungert, sei schwierig zu ordnen und sterbe leichtfertig, weil seine Oberen der Steuern Fülle verzehren (Umverteilung nach oben) und übertrieben ehrgeizig und verschwenderisch seien.75 Des Menschen Weg vermindere, was nicht genügt, um es dem darzubringen, das Überfluss hat. Wer aber vermag auszugleichen in der Welt? Nur, wer den Weg hat.77

#### Konflikte und Militär
Der Gebieter der Streitkräfte dürfe keinesfalls um seiner selbst willen die Welt leichtnehmen oder die Ruhe verlieren. Leichtfertigkeit, dann verliert man die Basis. Erregung, dann verliert man die Souveränität.26 Ein Helfer des Weges zwingt nicht durch Waffen die Welt. Deren Angelegenheiten belieben, zurückzukehren. Gesucht ist eine friedliche Konfliktlösung, fern von Zwang und den Gräueln des Krieges.30 Schwerter zu Pflugscharen entspreche dem Dao. Kein Verhängnis größer, als Genügen nicht zu kennen.46 Gegenüber Feinden wird eine militärische Deeskalations-Strategie empfohlen. Die Schwermütigen siegen, wohlgemerkt.69 Selbstjustiz sei eine gefährliche Anmaßung.74 Versöhne man große Feindseligkeit, wie bereinige man auch noch das Übrige? Wer Wirkkraft habe, halte die Verträge ein und verlangt doch nichts von den Menschen.79

#### Sparsamkeit, Weichheit und Gesellschaftsvision
Ohne innere Einheit müsste ein Jegliches zugrunde gehen. Das Geringe sei die Grundlage noch des Höchsten, gerade Königen sei das bewusst.39 Kein Mittel sei besser, als Sparsamkeit, dadurch frühes Vorsorgen und Sammeln der Kräfte, dann ist nichts, das nicht gelänge, und die Menschen und ihr Staat mögen lange bestehen.59 Der Herrscher sei Schutzmacht aller Menschen, auch der „Unguten“.62 Fehlentwicklungen begegne man mit viel Geduld, wissend, dass sie ihren Zenit überschreiten werden. Weich und Schwach überwinden Hart und Stark. Fisch kann nicht aus der Tiefe entrinnen. Die Instrumente des Staates könne man daher nicht den Menschen zeigen.36 Des Weichen und Schwachen Überwindung des Harten und Starken, niemand kenne das nicht, niemand vermöge, es anzuwenden. Ein Weiser habe einmal gesagt: Wer des Staates Unglück auf sich nimmt, dies ist der Welt König.78 Kleine Staaten mögen nur weniges Volk haben. Doch niemand entfalte Rüstung, Wissen und Technik. Süß sei [der Menschen] Speise, schön ihre Kleidung, friedlich ihre Wohnung, fröhlich ihre Sitten. Bis ins höchste Alter möge niemand in die Ferne reisen.80

## Das Daodejing und der Daoismus
Der in weiterer Entwicklung entstandene religiöse Daoismus, der Laozi als eine Gottheit verehrt (siehe Drei Reine), ist keine direkte Umsetzung des Daodejing, obgleich er mit diesem Berührungspunkte hat und den Text als mystische Anweisung zur Verinnerlichung des Dao versteht. Er rührt jedoch auch aus den alten schamanistischen religiösen Traditionen (siehe Fangshi) Chinas und dem Bereich der chinesischen Naturphilosophie her, deren Weisheiten und Vokabular wahrscheinlich auch im Daodejing zitiert werden.
In der Lesart einer Staats- und Gesellschaftslehre wurde der Text als Anleitung für den Heiligen oder Weisen verstanden, womit man den Herrscher meinte, der durch seine Rückbesinnung auf den Weg und die Ausstrahlungskraft seiner Tugend zum Wohl der Welt beiträgt.
Des Weiteren wurde durch chinesische Kommentatoren wie Ge Xuan (葛玄) und Heshang Gong (河上公) sowie das Xiang'er (想尔) um 200 bis 400 n. Chr. systematisch eine Sicht formuliert, die den Text als mystische Lehre zur Erlangung von Weisheit, Zauberkräften und Unsterblichkeit auffasst, und eng verbunden ist mit den alchemistischen Versuchen, ein Elixier der Unsterblichkeit zu finden.

## Legende von der Entstehung des Daodejing
Berühmt ist Bertolt Brechts Gedicht Legende von der Entstehung des Buches Taoteking auf dem Weg des Laotse in die Emigration, das mit den folgenden Worten beginnt:

Als er Siebzig war und war gebrechlich

 Drängte es den Lehrer doch nach Ruh

 Denn die Güte war im Lande wieder einmal schwächlich

 Und die Bosheit nahm an Kräften wieder einmal zu.

 Und er gürtete den Schuh.

Es heißt dann weiter, dass Laozi von einem Grenzposten aufgehalten wurde, der ihn bat, seine Lehre niederzuschreiben. Nach sechs Tagen war der Autor damit fertig. Brechts Gedicht endet mit den Worten:

Darum sei der Zöllner auch bedankt:

 Er hat sie ihm abverlangt.